# Thera etes
Thera etes är en fjärilsart som beskrevs av Louis Beethoven Prout 1926. Thera etes ingår i släktet Thera och familjen mätare. Inga underarter finns listade i Catalogue of Life.